# Ystads IF HF
Ystads IF HF (Ystads Idrottsförening Handbollsförening) ist ein schwedischer Handballverein aus Ystad.
Der Verein wurde zur Saison 1992 als reiner Handballverein aus dem Ystads IF ausgegliedert. Die erste Herren-Mannschaft spielt in der höchsten schwedischen Spielklasse, der Elitserien. 1992, 2022 und 2025 wurde die Mannschaft schwedischer Meister. Weiterhin konnte die Herrenmannschaft 2024 den schwedischen Pokalwettbewerb gewinnen.
Heimspielstätte ist die 2400 Zuschauer fassende Österportshallen.
Die Damenmannschaft stieg im Jahr 2024 erstmals in die Handbollsligan Dam auf, aus der die Mannschaft ein Jahr später wieder abstieg.

## Bekannte ehemalige Spieler
- Mattias Andersson
- Oscar Carlén
- Per Carlén
- Niclas Ekberg
- Jim Gottfridsson
- Pierre Hammarstrand
- Henrik Knudsen
- Fredrik Larsson
- Lukas Nilsson
- Sebastian Seifert